# Evolve Forward in Hazard
「Evolve Forward in Hazard」（エボルブ・フォワード・イン・ハザード）は、Fear, and Loathing in Las Vegasの楽曲。2021年3月24日に各種音楽サイトにて配信開始。

## 概要
前作「Shape of Trust」より約3か月振りとなる楽曲。
本作は関西テレビドラマ『新・ミナミの帝王～銀次郎の愛した味を守れ！～』の主題歌として使用された。また同作ではバンドメンバー全員がゲスト出演を果たした。

### 制作背景
ドラマ側が主題歌を探しているという情報があり番組にアプローチしたところ、マネージャーが昔仕事で一緒になったことがある関西テレビのプロデューサーが物凄くプッシュしてくれたため採用が決まったという。
ドラマ側からは要望として、ドラマの内容的にエッジの利いた楽曲で「money」という単語を入れてほしいとあったため、Bメロの頭に導入されている。その他は「なんとなくドラマに寄り添ってもらえれば大丈夫」というふわっとしたオーダーだったため、ドラマの中の最後のセリフをテーマに広げていったとのことである。
ただドラマ自体がゴールデンタイムでの放送であるということもあり、「シャウトをメインにするのだけは勘弁してください」とは言われていたとマネージャーが明かしている。そのため最初はシャウトを入れずに制作を進めていったというが、マネージャーが「これぐらいならどうですか？」と2つほどMinamiがシャウトする箇所を用意してプレゼンしたところ、OKが出たという。直前にリリースした「Shape of Trust」が比較的シャウト・メインな楽曲だったことも影響し、出された要望とバンドの状況の両方を意識して楽曲の方向性が決定された。
制作したMinamiは「シャウトがあまりできないので、ギター・リフでゴリゴリのコア感を出していこうということで、リフ・パートの原案を考えることからスタートしました」と語る。特にドラマではオンエア時に2分の尺が使われるということもあり、「2分間は勢いを落とさずというか、疾走感を維持して、ドラマ尺の最後がピアノで終わるような感じになっています。そのあとはマネージャーさんのアイディアでそのままピアノの静かなパートに入るのですが、前半とは全然雰囲気が違っていて、そこが面白いところだと思います」とも語っている。
なおマネージャーはオンエアで使用される尺について補足しており、「ドラマ・サイドからはもともとオンエア箇所は1分半と言われていたので、1サビまでで1分半ちょっとで終わるようにしたんですよ。それでオーダー通りのデモを渡したら、ドラマ側から"もうちょっと使いたいので2分にしてください"と言われて。対応するためになんとかそのあとに間奏をつけて、それでも実はちょっと足りなかったんですけど、最後にピアノを足してギリギリ2分になりました」と語る。
しかし結果として楽曲的には2分の曲として完結する雰囲気に仕上がってしまい、捻りに捻った結果テレビ・サイズの最後のピアノをクッションにしてテンポ・チェンジするようにしたという。また静かなパートにしたもう一つの理由として、昨年の夏に舐達麻のインタビューを読んで以降その楽曲を聴く時期があり、その影響を受けているからだとも語る。没にしたものの、当初このピアノの間奏部分にはMinamiの舐達麻風ラップがあったとのこと。

### ドラマ出演の経緯
マネージャーが様々なプレゼンしたりシャウトのさじ加減を相談していたりした話の流れで、前述の先方のプロデューサーに「ラスベガスさん、せっかくだから出てみませんか？」と言われたことがきっかけである。マネージャー曰く、「今までの判断基準だったら断るか、出すとしてSo（Clean Vo）ぐらいかなと思っていたのですが、丸1年間バンドの活動がほぼない状態で、お客さんに対してバンドの供給がなさすぎる時期だったので、何か少しでも楽しませたいということで、全員出演でお願いします、と返事をして決まりました」とのこと。
Minamiは「びっくりしましたが、もちろんみんな初めての経験で、撮影現場やほかのシーンの撮影も少し見させていただけて、すごく貴重な体験になりました」と語る。なお出演に当たっては、出来るだけ顔が映らないようにしたとのこと。

## 収録曲
| #         | タイトル                     | 作詞 | 作曲・編曲 | 時間 |
| --------- | ---------------------------- | ---- | ---------- | ---- |
| 1.        | 「Evolve Forward in Hazard」 |      |            | 3:26 |
| 合計時間: | 合計時間:                    | 3:26 |            |      |

## タイアップ
Evolve Forward in Hazard
- 関西テレビドラマ『新・ミナミの帝王～銀次郎の愛した味を守れ！～』主題歌

## 収録アルバム
Evolve Forward in Hazard
- 『Cocoon for the Golden Future』

## 演奏
- So : Vocal
- Minami : Vocal, Keyboard
- Taiki : Guitar, Vocal, Chorus
- Tomonori : Drums
- Tetsuya : Bass Guitar